# بیگلر (پنسیلوانیا)
بیگلر (به انگلیسی: Bigler) یک منطقهٔ مسکونی در ایالات متحده آمریکا است که در شهرستان کلیرفیلد، پنسیلوانیا واقع شده‌است. بیگلر ۳٫۱۵ کیلومتر مربع مساحت و ۳۹۸ نفر جمعیت دارد و ۵۱۵٫۱۲ متر بالاتر از سطح دریا واقع شده‌است.